# Jaish-e-Mohammed
Jaish-e-Mohammed (Urdu: جیش محمد, Mohammeds Leger), afgekort als JeM, is de aanduiding van een soennitische en jihadistische paramilitaire beweging gevestigd in Pakistan die algemeen beschouwd wordt als een terroristische organisatie.
Jaish-e-Mohammed werd opgericht in 1998 door Masood Azhar, die door overheidsinstanties wordt gelinkt aan terreurnetwerk al Qaida. Jaish-e-Mohammed is een organisatie die erop is gericht de Indiase controle over het noordelijke unieterritorium Jammu en Kasjmir omver te werpen door aanvallen op veiligheids- en regeringsdoelen. Haar motief is om Kasjmir samen te voegen met Pakistan.

## Geschiedenis

### Ontstaan
Jaish-e-Mohammed betekent letterlijk "het leger van Mohammed".
De organisatie is gevestigd in Pakistan en werd in 1998 opgericht door islamitisch geestelijke en voormalig Harakat ul-Mujahideen-leider Masood Azhar. Azhar richtte de groep op nadat hij net als twee anderen in 1999 door India werd vrijgelaten in ruil voor meer dan 150 gijzelaars gehouden op een door de Taliban gecontroleerde vlucht van Indian Airlines (vlucht 814), die was gekaapt en omgeleid naar Kandahar (Afghanistan).
In 2001, na rapporten waarin het Amerikaanse ministerie van Buitenlandse Zaken overwoog Jaish-e-Mohammed tot een buitenlandse terroristische organisatie te verklaren, heeft de groep zichzelf Tehrik-ul-Furqan genoemd en geld van haar bankrekeningen werd naar laag geprofileerde supporters overgebracht om haar activa te verbergen. 
In 2003 versplinterde de groep in twee fracties; Jamaat ul-Furqan (JUF) en Khuddam ul-Islam (KUI). 
Ondanks deze divisies wordt de groep nog steeds door de autoriteiten als één entiteit erkend, Jaish-e-Mohammed.

### Jaish-e-Mohammed als organisatie
De doelstellingen van de groep zijn om Kasjmir met Pakistan te verenigen, ervoor te zorgen dat Pakistan wordt geregeerd door de sharia, en de westerse troepen uit Afghanistan te verdringen. Het primaire doel blijft echter om Kasjmir te bevrijden van de Indiase controle en het in Pakistan te integreren. De groep tracht dit primaire doel te bereiken door zich in te laten met Indiase troepen, en hoopt zo de uiteindelijke terugtrekking van Indiase troepen uit de regio af te dwingen.
Het heeft publiekelijk de oorlog verklaard aan de Verenigde Staten en is van plan Hindoes en andere niet-moslims van het subcontinent te verdrijven. De groep heeft als richtpunt de vernietiging van India, Israël en de Verenigde Staten door jihadisme te voeren tegen de regeringen wegens het schenden van de rechten van moslims.
Jaish-e-Mohammeds ideologie sluit nauw aan bij die van de Taliban.
De groep wordt universeel aangewezen als een terreurorganisatie, waaronder door India en de Verenigde Naties evenals door het Verenigd Koninkrijk en de Verenigde Staten. Het netwerk van Azhar heeft tot voornaamste doel Kasjmir te verenigen met Pakistan en wordt reeds verantwoordelijk gehouden voor vele terroristische aanslagen in India en Kasjmir. 
New Delhi heeft de Verenigde Naties ook opgeroepen om Azhar te autoriseren als een wereldwijd geseinde terrorist, maar Pakistans bondgenoot China blijft die stap blokkeren.
Jaish-e-Mohammed-commandant Omar Khalid werd in 2017 door het Indiase leger gedood, wat als een enorme klap voor de organisatie werd gezien. Het geweld van Azhars beweging nam sindsdien niet af en veel analisten geloven dat de groep nog steeds wordt gesteund door leden van de Pakistaanse geheime diensten. 

## Terroristische acties
De Indiase regering impliceerde dat Jaish-e-Mohammed, samen met de terreurorganisatie Lashkar-e-Taiba, verantwoordelijk is voor een terroristische aanslag op 13 december 2001 op het Indiase parlement, waarbij 9 mensen om het leven kwamen en 18 anderen gewond raakten.
Jaish-e-Mohammed voerde fatale aanslagen uit in verschillende regio's van Pakistan, ondanks een Indiaas uitgesproken verbod van 2002 op zijn activiteiten. Jaish-e-Mohammed heeft verantwoordelijkheid opgeëist voor het tot ontploffing brengen van verschillende autobommen in de toenmalige staat Jammu en Kasjmir, waaronder een zelfmoordaanslag op 1 oktober 2001 met als doelwit een conferentiecentrum van Jammu en Kasjmir in Srinagar waarbij meer dan 30 mensen werden gedood, en een aanslag in 2019 nabij die locatie op een busstation waarbij men onder meer gebruik maakte van een granaat.
Jaish-e-Mohammed viel al meerdere Pakistaanse militaire doelen aan en ondernam op eerste kerstdag 2003 een poging om toenmalig Pakistaans president Pervez Musharraf van het leven te beroven.

## Financiële steun
De organisatie telt minstens enkele honderden gewapende militanten. Jaish-e-Mohammed is vooral actief in India (inclusief het unieterritorium Jammu en Kasjmir), Afghanistan en Pakistan, met name het zuiden van Punjab. Met het oogmerk inbeslagnames door de Pakistaanse overheid te voorkomen, heeft Jaish-e-Mohammed sinds 2007 geld gestort van bankrekeningen en belegd in legale zaken, zoals handel in grondstoffen, onroerend goed en de productie van consumptiegoederen. 
Jaish-e-Mohammed verzamelt ook fondsen, soms met behulp van goede doelen om schenkingen te werven.